# Donald Walter Cameron of Lochiel
Donald Walter Cameron of Lochiel KT, CMG (ur. 4 listopada 1876, zm. 11 października 1951) − szkocki arystokrata, posiadacz ziemski i wojskowy, XXV naczelnik Klanu Cameronów. Najstarszy syn Donalda Camerona of Lochiel, XXIV Naczelnika i lady Margaret Elizabeth Montagu-Douglas-Scott, córki 5. księcia Buccleuch.
Wzorem swojego ojca i dziadka studiował w londyńskiej Harrow School. Później uczęszczał do Sandhurst Millitary College. Później służył w regimencie Grenadier Guards w Kraju Przylądkowym i brał udział w II wojnie burskiej w latach 1899–1902. Został parokrotnie ranny podczas bitwy o Belmont w 1902 r. Rok później został awansowany do rangi kapitana.
W 1905 r., po śmierci ojca, został następnym Naczelnikiem Klanu Cameronów. Niedługo później odszedł z wojska. Kiedy w 1914 r. wybuchła I wojna światowa, poproszono go o sformowanie nowego batalionu do armii lorda Kitchenera. Batalion ten (3rd Battalion, Queen’s Own Cameron Highlanders) został sformowany w tym samym roku. Swój chrzest bojowy przeszedł podczas bitwy pod Loos, gdzie atak osobiście poprowadził Donald Cameron. Podczas walk zginął jego młodszy brat.
W 1916 r. Cameron został kawalerem Orderu św. Michała i św. Jerzego. W tym samym roku został wycofany z frontu. W latach 1918–1919 ponownie był dowódcą 3 Batalionu Cameron Highlanders. Po wojnie był członkiem Komitetu Szkockiego Narodowego Muzeum Wojennego. W latach 1920–1936 był adiutantem króla Jerzego V, zaś w latach 1936–1943 Jerzego VI.
Donald Cameron popierał używanie języka gaelickiego. Był trzykrotnie wybierany na przewodniczącego Gaelic Society of Inverness - w 1909, 1919 i 1922 r. Od 1923 r. był honorowym przewodniczącym stowarzyszenia. W latach 1923–1925 odbył podróż po Kanadzie i Stanach Zjednoczonych, gdzie spotkał się z przedstawicielami szkockiej emigracji.
W 1934 r. został kawalerem Orderu Ostu. W 1939 r. otrzymał urząd Lorda Namiestnika Inverness-shire. Podczas II wojny światowej dowodził oddziałami Home Guard w hrabstwie Inverness. W 1942 r. udostępnił swoją rodową siedzibę w Achnacarry British Army, jako miejsce treningów oddziałów komandosów (komandosi nazwali zamek "Castle Commando").
29 marca 1906 r. poślubił lady Hermione Emily Graham (22 lutego 1882 – 1978), córkę Douglasa Grahama, 5. księcia Montrose, i Violet Hermione Graham, córki sir Fredericka Grahama, 3. baroneta. Donald i Hermione mieli razem trzech synów i dwie córki:
- Violet Hermione Cameron (6 maja 1907 – 24 marca 1979), żona majora Johna Alexandra Stewarta, miała dzieci
- Donald Hamish Cameron of Lochiel (12 września 1910 – 26 maja 2004), XXVI Naczelnik Klanu Cameronów
- Marion Hester Cameron (21 października 1914 – 1997), żona sir Ronalda Orr-Ewinga, 5. baroneta, miała dzieci
- major Allan John Cameron (ur. 25 marca 1917), ożenił się z Mary Elisabeth Vaughan-Lee i miał dzieci, jego synem był lord Cameron of Dillington
- podpułkownik Charles Alexander Cameron (ur. 29 września 1920), ożenił się z Felicią Margaret MacDonald i miał dzieci

Donald Cameron zmarł w 1951 r. Kolejnym naczelnikiem został jego najstarszy syn.